# Conizonia
Conizonia is een kevergeslacht uit de familie van de boktorren (Cerambycidae). De wetenschappelijke naam van het geslacht werd voor het eerst geldig gepubliceerd in 1864 door Fairmaire.

## Soorten
Conizonia omvat de volgende soorten:
- Conizonia allardi Fairmaire, 1866
- Conizonia aresteni Pic, 1951
- Conizonia detrita (Fabricius, 1793)
- Conizonia guerinii (Brême, 1840)
- Conizonia mounai Sama, 2005
- Conizonia simia Sama, 2005
- Conizonia warnieri (Lucas, 1849)